# Marco Pappa
Marco Pablo Pappa Ponce (Città del Guatemala, 15 novembre 1987) è un ex calciatore guatemalteco, di origini italiane, di ruolo centrocampista.

## Carriera

### Club
Si vincolò alla squadra guatemalteca del CSD Municipal nell'anno 2004 all'età di 16 anni. Debuttò professionalmente nella Lega guatemalteca nel mese di agosto del 2006 contro il Deportivo Petapa, ed il suo primo gol in prima squadra lo realizzò contro il Real Madriz, squadra del Nicaragua, nel 2006, in una partita di Copa Interclubes UNCAF.
Ha militato nelle file del Chicago Fire, con cui firmò il 30 luglio 2008 per un anno e mezzo in prestito dal CSD Municipal. Il suo primo match fu un'amichevole contro l'Everton inglese in cui giocò da titolare per 46 minuti. Ha fatto il suo debutto in MLS contro i Chivas USA, come titolare, il 2 agosto 2008.
Nell'estate 2012, dopo 109 presenze e 25 gol segnati, approda all'Heerenveen per 700.000 euro. Debutta con la sua nuova maglia il 21 ottobre in Heerenveen-Groningen 3-0 sostituendo Daniël de Ridder al '80.
Il primo febbraio 2014 il suo cartellino viene acquisito dai Seattle Sounders, permettendogli di tornare a giocare nella Major League Soccer dopo i due anni trascorsi in Europa.

### Nazionale
Pappa ha rappresentato la selezione del Guatemala U-17, U-20 e U-21 e recentemente l'U-23 nelle qualificazioni ai Giochi olimpici di Pechino 2008 e la Nazionale senior per le eliminatorie al Mondiale 2010.

## Palmarès

### Club

#### Competizioni nazionali
- Campionato guatemalteco: 6

CSD Municipal: Apertura 2004, Clausura 2005, Apertura 2005, Clausura 2006, Apertura 2006, Clausura 2008
- Coppa del Guatemala: 1

CSD Municipal: 2004
- U.S. Open Cup: 1

Seattle Sounders: 2014
- MLS Supporters' Shield: 1

Seattle Sounders: 2014

#### Competizioni internazionali
- Copa Interclubes UNCAF: 1

CSD Municipal: 2004

#### Individuale
- Gol dell'anno della MLS: 1

2010